# Tsjechië op het Eurovisiesongfestival 2022

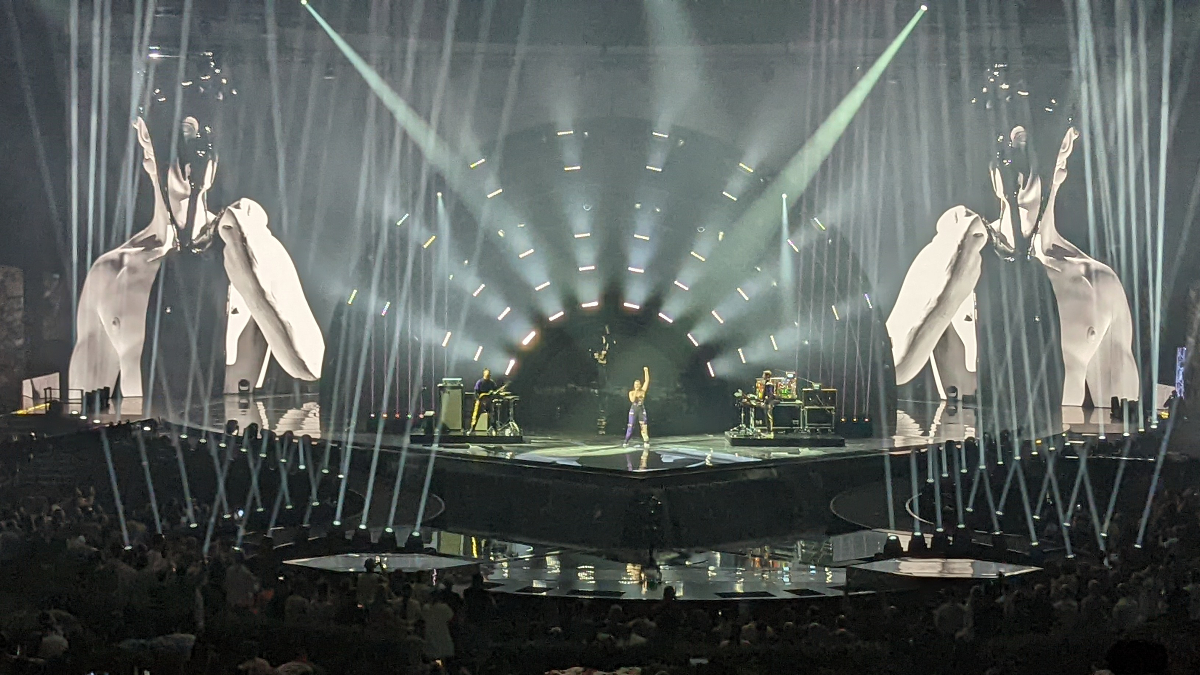
We Are Domi tijdens de tweede halve finale in Turijn.

Tsjechië nam deel aan het Eurovisiesongfestival 2022 in Turijn, Italië. Het was 10de deelname van het land aan het Eurovisiesongfestival. ČT was verantwoordelijk voor de Tsjechische bijdrage voor de editie van 2022.

## Selectieprocedure
De Tsjechische openbare omroep besloot een nationale finale te organiseren om diens bijdrage voor het Eurovisiesongfestival 2022 te selecteren. Geïnteresseerden kregen van 16 tot en met 30 september 2021 de kans om zich kandidaat te stellen. Artiesten moesten over de Tsjechische nationaliteit beschikken (bij groepen minstens één lid), bij componisten gold deze regel niet. ČT ontving uiteindelijk 150 bijdragen. De openbare omroep weerhield zeven acts voor deelname aan de nationale finale.
De deelnemers werden beoordeeld door een twaalfkoppige internationale jury (50% van de stemmen), het internationale publiek en het Tsjechische publiek (elk 25% van de stemmen). De laatste twee konden stemmen via de Eurovisie-app tussen 7 en 15 december 2021. We Are Domi haalde het maximum van de punten bij de vakjury en het internationale publiek, en werd vierde bij het nationale publiek. Het volstond ruimschoots voor de overwinning.

## Eurovision Song CZ2022
| Plaats | Artiest                   | Lied                         | Jury | Int. pub. | Tsj. pub. | Totaal |
| ------ | ------------------------- | ---------------------------- | ---- | --------- | --------- | ------ |
| 1      | We Are Domi               | Lights off                   | 12   | 6         | 3         | 21     |
| 2      | Elis Mraz                 | Imma be                      | 10   | 2         | 5         | 17     |
| 3      | Giudi                     | Jezinky                      | 6    | 5         | 4         | 15     |
| 4      | Jordan Haj & Emma Smetana | By now                       | 3    | 3         | 6         | 12     |
| 5      | Skywalker                 | Way down                     | 6    | 4         | 2         | 12     |
| 6      | Annabelle                 | Runnin' out of freakin' time | 8    | 1,5       | 1,5       | 11     |
| 7      | The Valentines            | Stay or go                   | 4    | 1         | 1         | 6      |

## In Turijn
Tsjechië sloot de halve finale op donderdag 12 mei 2022 af. Het land wist een plaats te halen voor de grote finale. Op het einde van de finale op zaterdag 14 mei 2022 bleek het land 22ste te zijn geëindigd, met 38 punten. Een opvallend resultaat, want in de halve finale op donderdag wisten ze de vierde plaats te halen. 
2007 · 2008 · 2009 · 2010-2014 · 2015 · 2016 · 2017 · 2018 · 2019 · 2020 · 2021 · 2022 · 2023 · 2024 · 2025
Albanië · Armenië · Australië · Azerbeidzjan · België · Bulgarije · Cyprus · Denemarken · Duitsland · Estland · Finland · Frankrijk · Georgië · Griekenland · Ierland · IJsland · Israël · Italië · Kroatië · Letland · Litouwen · Malta · Moldavië · Montenegro · Nederland · Noord-Macedonië · Noorwegen · Oekraïne · Oostenrijk · Polen · Portugal · Roemenië · San Marino · Servië · Slovenië · Spanje · Tsjechië · Verenigd Koninkrijk · Zweden · Zwitserland